# Richard McKinney
Richard "Rick" McKinney (Decatur (Indiana), 12 de outubro de 1953) é um arqueiro estadunidense, medalhista olímpico e mundial.

## Carreira
Richard McKinney representou seu país de 1976 a 1992 (menos 1980), ganhando a prata em 1988, no individual e por equipes. 